# Gharonda Neemka Bangar
Gharonda Neemka Bangar hây Patpar Ganj là một thị trấn thống kê (census town) của quận East thuộc bang Delhi, Ấn Độ.

## Nhân khẩu
Theo điều tra dân số năm 2001 của Ấn Độ, Gharonda Neemka Bangar có dân số 34.409 người. Phái nam chiếm 55% tổng số dân và phái nữ chiếm 45%. Gharonda Neemka Bangar có tỷ lệ 70% biết đọc biết viết, cao hơn tỷ lệ trung bình toàn quốc là 59,5%: tỷ lệ cho phái nam là 74%, và tỷ lệ cho phái nữ là 64%. Tại Gharonda Neemka Bangar, 15% dân số nhỏ hơn 6 tuổi.